# Erik Goossens
Erik Walter Johan Goossens (Wilrijk, 19 oktober 1967) is een Belgisch acteur en zanger. 

## Levensloop
Goossens studeerde aan de Jazzstudio Halewijn en vervolgens aan de Studio Herman Teirlinck. In 1989 nam hij met zijn groep deel aan de Baccarabeker en slaagde erin deze te winnen. Daarnaast werd hij er voor zijn persoonlijke prestatie gelauwerd met de Sabamprijs voor het gospelnummer Let Me Be The Eldest Child. Datzelfde jaar startte hij met acteren in het Koninklijk Jeugdtheater, waarvoor hij twee jaar rollen speelde in Momo, De Paddenprinses, Aladin, Tarzan en de Stille Prins. Als filmacteur was hij onder meer te zien in Made in Vlaanderen, De Zoete Smaak van Goudlikeur (regie Patrick Lebon, 1988), Moordterras ('91) en Boerenpsalm (beide van Roland Verhavert). Bekend werd hij echter pas door zijn rol als Peter Van den Bossche in de VTM-soapserie Familie (1991–1995), een rol waarvoor hij driemaal genomineerd werd voor Het Gouden Oog in de categorie "populairste acteur". Hij won deze prijs in 1994. Het personage keerde terug in maart 1999 en werd tot zijn definitief vertrek in maart 2022 vertolkt door Gunther Levi.
Naast zijn acteerwerk verwierf Goossens in de jaren negentig grote populariteit als zanger van de groep Leopold 3. Met deze groep bracht hij vier studioalbums uit en scoorde hij een aantal grote hits, waaronder Volle maan en Zomernacht. In 1993 nam Leopold 3 met Vergeet-mij-nietje deel aan Eurosong, de Vlaamse voorronde voor het Eurovisiesongfestival. Gedurende vier opeenvolgende jaren werd de groep tijdens Het Gouden Oog genomineerd in de categorie "populairste band". Tweemaal haalden ze die trofee binnen.
In 1996 bracht Goossens zijn eerste soloalbum De naakte waarheid uit, waarvan de single Nooit twijfel ik aan jou een bescheiden hit werd. Eveneens was hij actief als televisiepresentator, van het muziekprogramma de Super 50 op VTM en van het candid camera-programma Kan Dit?!, dat op haar hoogtepunt 1,6 miljoen kijkers kon bekoren.
In 2000 debuteerde hij met zijn eerste theaterproductie Mn zkt vr in regie van Stijn Coninx. Twee jaar later volgde Je Veux L'Amour, dat een succes werd met 40.000 bezoekers. Later volgde nog Blauw (regie Stijn Coninx) en Broers (een samenwerking met Peter Thyssen over de Everly Brothers). Rond Blauw startte Goossens, samen met zijn Leopold 3-collega Olivier Adams, in 2003 het project EGO, een samenwerking die leidde tot een single met de gelijknamige titel Blauw.
In 2006 raakte Goossens betrokken bij de uitbouw van een Vlaams receptief theaterhuis, Theater ARTE in Brussel, dat echter kort daarna wegens geldgebrek de deuren moest sluiten. In 2010 trad hij toe tot theatergezelschap De Spelerij, dat in 2011 van start ging met 'Othello', een moderne bewerking van het gelijknamige werk van William Shakespeare. Op muzikaal vlak sloot hij zich aan bij de Antwerpse muziekgroep De Grungblavers.
In 2018 was hij te zien in het televisieprogramma Boxing Stars en in 2021 maakte hij zijn musicaldebuut als bodyguard in The Bodyguard, dat gebaseerd werd op de gelijknamige film uit 1992. Van juni 2022 tot mei 2023 (in eind juni in een flashback) vertolkte hij de rol van ex-rechter en advocaat Alexander Cosyns in Thuis. In de VRT-serie Flikken en in de VTM-series Spoed, Aspe (2 keer), Zone Stad, De Rodenburgs, Danni Lowinski is hij te zien en ook in Vermist. In 2025 in reeks 2 seizoen 5 van de populaire Ketnet-serie #LikeMe heeft hij een bijrol als Gijs Dupont.
Met de single Ooit genoeg maakte Goossens in 2022 na 25 jaar een comeback als solomuzikant. Sindsdien treedt hij weer op met eigen nummers en brengt hij regelmatig nieuwe muziek uit.
Goossens is getrouwd met de Belgische actrice Bieke Ilegems. Samen hebben ze twee dochters. In 2014 nam het koppel deel aan het dansprogramma Dansdate , dat zij uiteindelijk ook wisten te winnen.

## Discografie
Zie Leopold 3 voor de discografie die Goossens opnam als lid van Leopold 3.

### Soloalbum
- De naakte waarheid (1996)

### Solosingles
- Let me be the eldest child (1995)
- Nooit twijfel ik aan jou (1996, Nr. 40 in de Ultratop 50)
- Ingekleurd (1996)
- Prins van één nacht (1997)
- Een brug te ver (1997)
- Afscheid (1997)
- Blauw (als EGO - 2003)
- Ooit genoeg (2022)
- Dit is anders (2022)
- Ik blijf (2023)
- Blijven dromen (2023)
- Zielzoeker (2023)

## Filmografie
- De zoete smaak van goudlikeur (1988) - als Hans
- Boerenpsalm (1989) - als Fons
- Moordterras (1991) - als Johan
- Familie (1991-1995, 1995) - als Peter Van den Bossche
- Dennis (2002) - als Filip
- De Wet volgens Milo (2005) - als Leo De Bock
- Spoed (2007) - als Stef Rombouts
- Aspe (2007) - als Rainier Degreef
- Flikken (2008) - als Fernand Gessler
- Zone Stad (2008) - als Simon Reuben
- De Rodenburgs (2011) - als echtgenoot slachtoffer
- Vermist (2012) - als Bernard Verreyt
- Danni Lowinski (2013) - als Paul Huyse
- Aspe (2014) - als Johan Degendt
- Thuis  (2022-2023) - als Alexander Cosyns
- LikeMe (2025-heden) - als Gijs Dupont